# Betamax

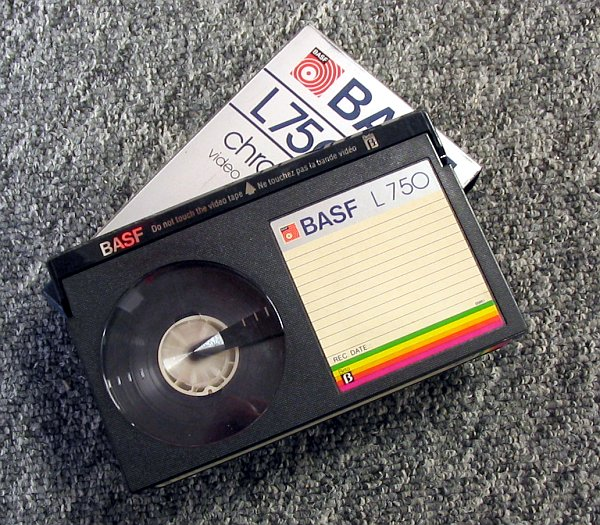
Una videocassetta Betamax

Il Betamax è stato il primo sistema di videoregistrazione a nastro magnetico pensato per il mercato domestico.
Sviluppato dalla Sony e introdotto sul mercato un anno prima del VHS, non riuscì ad imporsi come standard rispetto a quest'ultimo, a causa della maggiore durata ed economicità delle videocassette VHS e del fatto che JVC concesse i diritti di sfruttamento del VHS ad altre aziende.

## Storia

### Il lancio sul mercato e la concorrenza
Nel 1975, in Giappone la Sony lancia i primi due modelli di videoregistratore Betamax: SL-6300 e LV-1801, mentre negli Stati Uniti venne presentato il modello SL-7200. Dopo un anno e 30.000 prodotti venduti, arriva il VHS della JVC, che da vari punti di vista si dimostra tecnicamente inferiore al Betamax: nella compattezza delle cassette, nella qualità, ma non per la durata della registrazione, che risulta superiore arrivando fino a 4 ore.

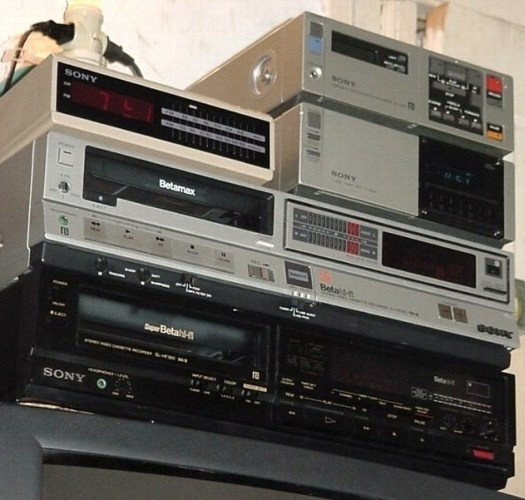
Tre videoregistratori Sony Betamax per il mercato americano. Dall'alto in basso: (1982) SL-2000, (1984) SL-HF 300, (1988) SL-HF 360.

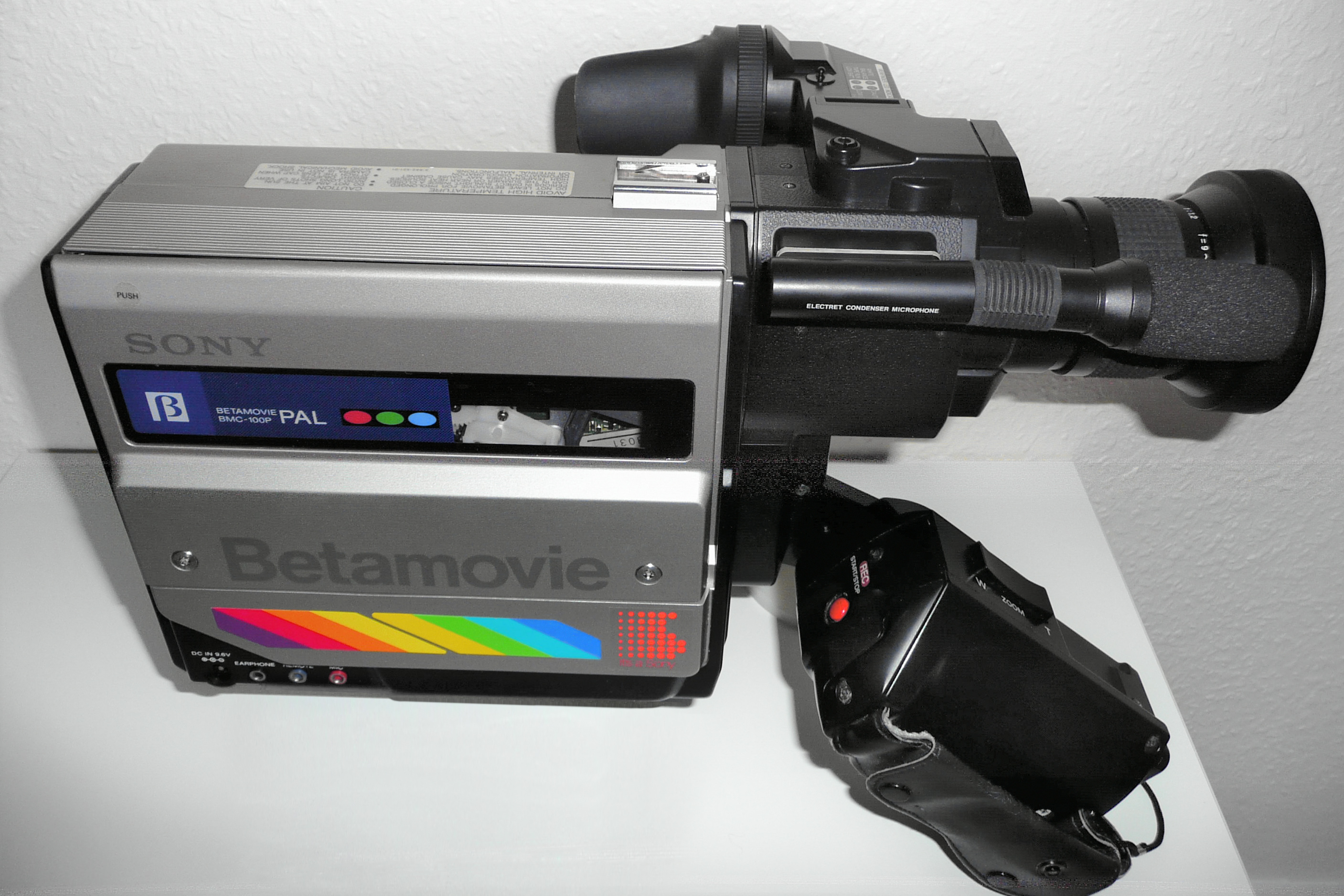
Sony Betamovie BMC-100P (Betamax) (1983)

A differenza della Sony, la JVC cerca altri alleati, sia tra i produttori, sia tra le case cinematografiche e questo contribuì a mantenere i prezzi dei prodotti VHS più bassi rispetto al concorrente. Dato che a quei tempi i negozi di videonoleggio noleggiavano anche i lettori, questi si orientarono verso lo standard di JVC che consentiva di acquistare interi stock di prodotti a un prezzo ridotto, aumentandone i margini di profitto, e questo ha innescato una spirale: i negozianti acquistavano i lettori VHS, di conseguenza richiedevano film in VHS e le case cinematografiche commercializzavano film in VHS. Chi doveva comprarsi un videoregistratore era quindi spinto all'acquisto della seconda tecnologia che, seppur inferiore, garantiva una maggiore compatibilità con i prodotti in commercio.
Nel 1976 Disney e Universal Studios intentano una causa legale contro Sony poiché avrebbe favorito la libera diffusione di opere in violazione del copyright; il processo inizia nel 1979 e nel 1984 la Sony vinse l'ultimo grado di giudizio, ma la società nipponica subì un certo danno; già alla fine del 1978 la quota di mercato della Sony era scesa al 19% mentre quella del concorrente era al 36%. Già l'anno precedente erano stati commercializzati i primi modelli in Europa.

### L'obsolescenza e l'abbandono
Nel 1985, sebbene in numero assoluto le vendite non fossero poi così deludenti, il fatto di dividere il mercato con il VHS in proporzioni del 30%-70% fece decidere a Sony di cominciare a dirigere i propri investimenti verso un nuovo campo, quello dei supporti per videocamere amatoriali, con il proprio formato Video8. Il formato Video8 era molto più compatto del VHS, e quindi poteva ancora sperare, a ragione, di ottenere un discreto successo. Tuttavia l'introduzione del VHS-C nel 1982 - una VHS compatta studiata appositamente per le videocamere - ridimensionò questo successo. Inoltre nel 1988 anche la Sony iniziò a commercializzare prodotti VHS.
Nell'autunno del 2002, la Sony rese noto che avrebbe prodotto ancora duemila videoregistratori Betamax entro la fine dell'anno, dopodiché avrebbe abbandonato il progetto. Nel gennaio del 2003 venne cessata la produzione di videoregistratori Betamax. Il 10 novembre 2015 Sony ha annunciato la fine della produzione delle videocassette Betamax e Micro MV a partire da marzo 2016 dopo oltre 40 anni di presenza sul mercato.

## Caratteristiche tecniche
Benché la tecnica della scansione elicoidale fosse ormai di larghissimo utilizzo nel mercato professionale, fu la sua variante "azimutale" a rappresentare un'ottima soluzione. Permetteva infatti di evitare le bande di guardia sul nastro, facendolo avanzare molto lentamente. La Sony adattò lo schema di avvolgimento a U già collaudato con successo sull'U-matic al nuovo sistema, usando un nastro da mezzo pollice, più economico.
Il Betamax utilizzava la stessa tecnica a sfasamento della sottoportante colore convertita, ma per migliorare la stabilità cromatica usava due sottoportanti di frequenze diverse per modulare il segnale di crominanza delle linee pari e dispari. Questo minimizzava le interferenze tra le tracce contigue e permetteva una durata ancora maggiore.

## Migliorie successive
- Nel 1977 arrivò il primo videoregistratore a due velocità dotato inoltre di un sintonizzatore in grado di registrare da un canale mentre il televisore era sintonizzato su un altro.
- Sempre nel 1977 arrivò anche la ricerca dell'immagine. Il modello SL-5400 visualizzava l'immagine mentre il nastro scorreva ad alta velocità.